# Puchar Narodów Oceanii w Piłce Ręcznej Mężczyzn 2006
|  | Puchar Narodów Oceanii 2004 << >> Puchar Narodów Oceanii 2008 |

Puchar Narodów Oceanii w piłce ręcznej mężczyzn 2006 znany również pod nazwą 2006 Handball Pacific Cup – odbył się w dniach 25-27 maja 2006 w Sydney w Australii. Wszystkie mecze rozgrywane były w hali Sydney Olympic Park Sports Centre. Do turnieju przystąpiły cztery reprezentacje narodowe – Australia, Nowa Kaledonia, Nowa Zelandia oraz Wyspy Cooka.

## Tabela i wyniki[1]
| Drużyna        | Mecze | Z | R | P | Gole zdobyte | Gole stracone | Gole różnica | Punkty |
| -------------- | ----- | - | - | - | ------------ | ------------- | ------------ | ------ |
| Australia      | 3     | 3 | 0 | 0 | 108          | 38            | +70          | 6      |
| Nowa Kaledonia | 3     | 2 | 0 | 1 | 87           | 47            | +40          | 4      |
| Nowa Zelandia  | 3     | 1 | 0 | 2 | 61           | 79            | -18          | 2      |
| Wyspy Cooka    | 3     | 0 | 0 | 3 | 31           | 123           | -92          | 0      |

| 25 maja 2006 |                |         |                |  |
| 18:00        | Nowa Kaledonia | 37 – 11 | Wyspy Cooka    |  |
| 20:00        | Australia      | 32 – 15 | Nowa Zelandia  |  |
| 26 maja 2006 |                |         |                |  |
| 18:00        | Nowa Kaledonia | 33 – 12 | Nowa Zelandia  |  |
| 20:00        | Australia      | 52 – 6  | Wyspy Cooka    |  |
| 27 maja 2006 |                |         |                |  |
| 16:00        | Nowa Zelandia  | 34 – 14 | Wyspy Cooka    |  |
| 18:00        | Australia      | 24 – 17 | Nowa Kaledonia |  |

## Kolejność końcowa
1. Australia – złoty medal
2. Nowa Kaledonia – srebrny medal
3. Nowa Zelandia – brązowy medal
4. Wyspy Cooka – nagroda fair play